# آسوکا اودا
آسوکا اودا (انگلیسی: Asuka Oda؛ زادهٔ ۲۰ مارس ۱۹۹۰) بازیگر، و شخصیت‌های تلویزیونی در ژاپن اهل ژاپن است.